# Nordirlands lovgivende forsamling
Nordirlands lovgivende forsamling (engelsk: Northern Ireland Assembly) er den lovgivende myndighed for Nordirland, der blev etablerer efter Langfredagsaftalen, som afsluttede The Troubles. Forsamlingen trådte første gang sammen i 1998. Dens beføjelser er uddelegeret fra det britiske parlament. Forsamlingen er siden blevet suspenderet flere gange. Den afventer pt. (anno 2019) udnævnelsen af en nordirsk regering, hvilket kræver opbakning fra både de unionistiske (overvejende protestantiske) og nationalistiske partier (overvejende katolske). 